# Estelita del Llano
Estelita Del Llano, nacida como Berenice Perrone Huggins (Tumeremo, Estado Bolívar, 28 de septiembre de 1937) es una cantante y actriz venezolana.

## Carrera
Sus inicios fueron en un concurso de boleros en una radio en Venezuela, cerca de los años 60 en la emisora Radio Cultura; de allí también surgió el nombre artístico por la que se le conoce y que ha usado durante toda su carrera. En 1961 formó parte de la agrupación Los Zeppys, que estaba dirigida por el cantante José Luis Rodríguez e integrada por Nicolás Alvarado, Agustín Calzadilla y Alberto Lewis.
Este grupo se disolvió a los dos años y ella continuó su carrera como solista.
En 1963 participó en su primera película «Twist y Crimen», en donde interpretó la canción «Tú sabes», que rápidamente se convirtió en un éxito. En el 2003 fue invitada por Ricardo Peña a La guerra de los sexos compitiendo junto a Mirla Castellanos y Mirtha Pérez contra Er Conde del Guácharo, Vicente Tepedino y Pecos Kanvas. En 2008 es competidora del reality show Bailando con los Gorditos.

## Filmografía

### Telenovelas
- 1986: Los Donatti. (Venevisión)[4]
- 1987: Inmensamente Tuya. (Venevisión)
- 1989:
  - Fabiola (telenovela). (Venevisión)
  - Paraíso (telenovela de 1989). (Venevisión)
- 1990: 
  - Gardenia. (RCTV)
  - Caribe (telenovela). (RCTV)
  - 1994:
  - Dulce Ilusión (telenovela). (RCTV)
- 1995: 
  - Como tú ninguna (telenovela). (Venevisión)
  - Pecado de amor (telenovela de 1995). (Venevisión)
- 2005: Guayoyo Express. (Televen)

### Programas de TV
- 2003: La Guerra de los sexos (Concursante del Equipo femenino)
- 2008: Bailando con los Gorditos (Concursante)

### Cine
- Señora Bolero
- Un soltero en apuros

## Conciertos
Con la Nuevo Mundo Jazz Band de la Maestra Adela Altuve ha realizado numerosos conciertos en Caracas, Margarita y otras ciudades de Venezuela.
- Sala Juana Sujo de la Casa del Artista, Auditorio de la Universidad Santa María, Salón Automotriz Siglo XXI del Museo del Transporte y Teatro Municipal de Caracas en junio de 2005, escenario en donde se grabó en vivo la producción discográfica Nuevo Mundo Jazz Band En Concierto con Estelita del Llano.

- Teatro Cadafe, 7 de julio de 2006, bautizo del último disco de Estelita del Llano y la agrupación Nuevo Mundo Jazz Band dentro de la programación del Festival Internacional de Boleros en Homenaje a Estelita del Llano en sus 50 años de vida artística, organizado por el Instituto de las Artes Escénicas y Musicales, IAEM.

- Teatro Municipal de Puerto Cabello igualmente en el año 2006.

## Teatro Musical
- Cabaret Tropical "Del Bolero el Amor y la Rumba, Sala Anna Julia Rojas Ateneo de Caracas 2007

## Premios y reconocimientos
- Guaicaipuro de Oro
- Mara de Oro
- Águila de Oro
- Disco de Oro
- Estrella de Venezuela
- El Ángel de Oro
- Premio Espectáculo
- 1996: Premio Fundación Casa del Artista, como Cantante del Año.